# Negayan
Genre
Negayan est un genre d'araignées aranéomorphes de la famille des Anyphaenidae.

## Distribution
Les espèces de ce genre se rencontrent en Argentine, au Chili, au Pérou et aux îles Malouines.

## Liste des espèces
Selon World Spider Catalog (version 17.5, 28/09/2016) :
- Negayan ancha Lopardo, 2005
- Negayan argentina Lopardo, 2005
- Negayan cerronegro Lopardo, 2005
- Negayan coccinea (Mello-Leitão, 1943)
- Negayan enrollada Lopardo, 2005
- Negayan excepta (Tullgren, 1901)
- Negayan paduana (Karsch, 1880)
- Negayan puno Lopardo, 2005
- Negayan tarapaca Lopardo, 2005
- Negayan tata Lopardo, 2005
- Negayan tridentata (Simon, 1886)
- Negayan tucuman Lopardo, 2005

## Publication originale
- Ramírez, 2003 : The spider subfamily Amaurobioidinae (Araneae, Anyphaenidae): a phylogenetic revision at the generic level. Bulletin of the American Museum of Natural History, no 277, p. 1-262 (texte intégral).